# Cephalopholis sonnerati
Tomaattandbaars (Cephalopholis sonnerati) is een  straalvinnige vissensoort uit de familie van zaag- of zeebaarzen (Serranidae). De wetenschappelijke naam van de soort werd voor het eerst geldig gepubliceerd in 1828 door Valenciennes.

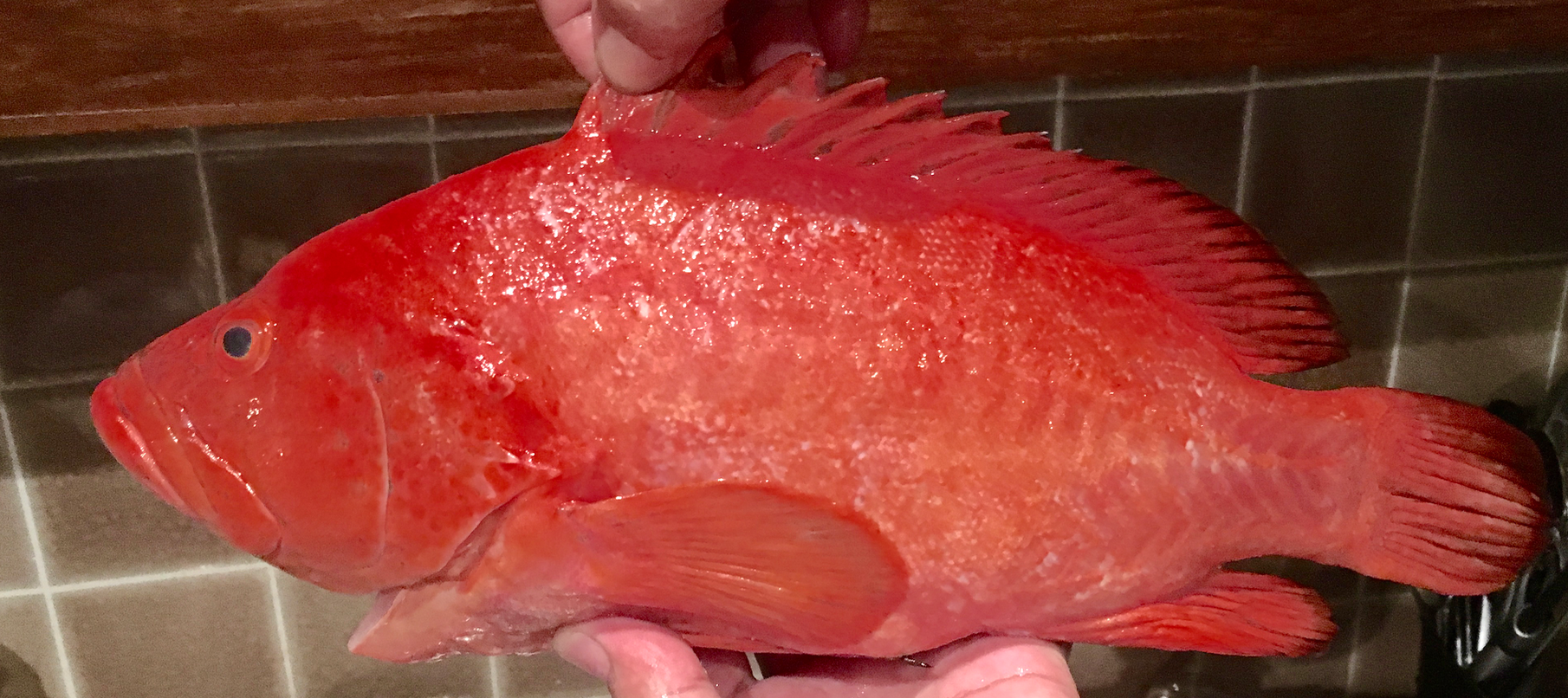
tomaattandbaars, in Thailand veel gegeten zeevis Thais: ปลาเก๋าเพลิง

De soort staat op de Rode Lijst van de IUCN als niet bedreigd, beoordelingsjaar 2008. De omvang van de populatie is volgens de IUCN stabiel.
https://commons.wikimedia.org/wiki/File:Cephalopholis_sonnerait_(Cephalopholis_sonnerait).png